# Dick Gaughan
Richard Peter Gaughan, más conocido como Dick Gaughan (Glasgow, 17 de mayo de 1948), es un músico, compositor y cantante escocés que ha transitado los géneros folk, música celta y la canción protesta.

## Primeros años
Grabó su primer disco en 1971, titulado No More Forever y para el que contó con la colaboración de la violinista Aly Bain. En 1972, antes de la publicación de su primer álbum, Dick Gaughan y Aly Bain se unieron a Cathal McConnell y Robin Morton para fundar el grupo Boys of the Lough, con el que grabaría su disco debut, titulado Boys of the Lough. A finales de ese año abandonó la formación para retomar su carrera en solitario.
En 1975 grabó su segundo disco, Kist O Gold, en el que cantaba temas tradicionales con el único acompañamiento de guitarra y mandolina. Grabó también un par de canciones con el grupo High Level Ranters para su álbum The Bonnie Pit Laddie y se unió a la banda de rock celta Five Hand Reel, con la que grabó tres discos entre 1975 y 1978, así como dos álbumes en solitario, Coppers and Brass en 1975 y Gaughan, en 1978, en el que interpretaba temas con acompañamiento de guitarras acústicas y eléctricas. En 1978 colaboró con Ewan MacColl, Tony Capstick y Dave Burland, en el disco The Songs of Ewan MacColl.
El éxito que cosechó durante esos años Five Hand Reel en el norte de Europa obligaba a los miembros del grupo a pasar largas temporadas lejos de su hogar. Dick Gaughan sobrellevaba con dificultades este estilo de vida nómada y comenzó a abusar del alcohol. En noviembre de 1978 su hija Laura sufrió un accidente de tráfico mientras él se hallaba realizando una gira, hecho precipitó su retirada del grupo.

## Los años ochenta
En 1980 Dick Gaughan regresóó a los escenarios y colaboró con Andy Irvine en el disco Parallel Lines. Ese mismo año participó en la tercera edición del Festival de Ortigueira, en el que un año antes había actuado su antiguo grupo, Boys of the Lough. 
En 1981 publicó un nuevo disco en solitario, Handful of Earth, que cosechó un gran éxito de crítica y ventas y en el que se incluía su propia versión de la canción Both Sides The Tweed]] en la que clamaba por la independencia de Escocia sin sacrificar la amistad con el Reino Unido —el curso bajo del río Tweed es la frontera natural entre Escocia e Inglaterra—. 
En 1983 publicó el álbum A Different Kind of Love Song, cargado de contenido político y con un estilo muy próximo a la canción protesta, en el que criticaba la Guerra Fría y al gobierno del partido conservador (1979-1987) de Margaret Thatcher. Durante la huelga minera de 1984 Gaughan encabezó el grupo de apoyo de los mineros de Leith.

## Los años noventa
A principios de la década de 1990 formó el grupo Clan Alba con el cantante y guitarrista Davy Steel, las arpistas Mary Macmaster y Patsy Seddon, el multiinstrumentista Brian McNeill, el gaitero Gary West y los percusionistas Mike Travis y Dave Tulloch. Debutaron durante el Festival Folk de Edimburgo y realizaron una gira de dos años por diversos países europeos durante la cual Gary West dejó el grupo y se incorporó Fred Morrison. En 1994 grabaron un doble CD y al año siguiente el grupo se disolvió.
De vuelta a su carrera en solitario, Gaughan grabó dos discos: On Sail On (1996), con varios excomponentes de Clan Alba, y Redwood Cathedral (1998).

## Del año 2000 a la actualidad
En el año 2000 recibió el encargo del festival Celtic Connections de Glasgow para componer dos obras orquestales. La primera de ellas, Timewaves (Love Song to a People's Music), se estrenó en la edición del año de 2004 del festival con el acompañamiento de la Orchestra of Scottish Opera. La segunda fue una sinfonía titulada Treaty 300, interpretada en el concierto inaugural del Celtic Connections de 2007.
Durante la primera década del 2000 publicó cinco discos: On Outlaws and Dreamers (2001), los recopilatorios Prentice Piece (2002) y The Definitive Collection (2006), Lucky For Some (2006) y Gaughan Live! at the Trades Club (2008).
En septiembre de 2016 anunció la suspensión de todos sus conciertos por problemas de salud. En noviembre de ese mismo año se celebró en Edimburgo un concierto benéfico a su favor, en el que intervinieron Aly Bain, Phil Cunningham, Billy Bragg, Karine Polwart y Eddi Reader.

## Discografía

### Álbumes en solitario
- No More Forever (Trailer, 1972)
- Kist o' Gold (Trailer, 1976)
- Coppers and Brass (Topic, 1977)
- Gaughan (Topic, 1978)
- Handful of Earth (Topic, 1981)
- A Different Kind of Love Song (Celtic Music, 1983)
- Live in Edinburgh (Celtic Music, 1985)
- True and Bold: Songs of the Scottish Miners (STUC, 1986)
- Call It Freedom (Celtic Music, 1988)
- Sail On (Greentrax, 1996)
- Redwood Cathedral (Greentrax, 1998)
- Outlaws and Dreamers (Greentrax, 2001)
- Prentice Piece (Greentrax, 2002) (compilation)
- The Definitive Collection" (High Point, 2006) (compilation)
- Lucky for Some (Greentrax, 2006)
- Gaughan Live! at the Trades Club (Greentrax, 2008)

### Álbumes con The Boys of the Lough
- The Boys of the Lough (Trailer, 1973)

### Álbumes con Five Hand Reel
- Five Hand Reel (Rubber, 1976)
- For A' That (RCA, 1977)
- Ebbe, Dagmar, Svend og Alan (Sonet, 1978)
- Earl o' Moray (RCA, 1978)

### Álbumes con Clan Alba
- Clan Alba (Clan Alba Productions, 1995)

### Colaboraciones
- Songs of Ewan MacColl (Rubber, 1978) (con Dave Burland y Tony Capstick)
- Folk Friends 2 (Folk Freak, 1981)
- Parallel Lines (Folk Freak, 1982) (con Andy Irvine)
- Fanfare for Tomorrow (Impetus, 1985) (con Ken Hyder)
- Woody Lives!: a Tribute to Woody Guthrie (Black Crow, 1987) (con Bert Jansch, Rab Noakes, Rory McLeod, Rod Clements y Ray Jackson)